# Dos
|  | Aquest article tracta sobre nombre 2. Vegeu-ne altres significats a «DOS». |

El dos és el nombre natural que segueix l'u i precedeix el tres. En femení es pot escriure dues. S'escriu 2 en xifres àrabs, II en les romanes i 二 en les xineses. L'ordinal corresponent és segon/segona. El quantitatiu corresponent és dos/dues i l'agrupament un duet (Un duet de músics) però també un parell (en vull un parell). El múltiple és doble. El divisor és mig o meitat.
El 2 és el primer nombre primer, i és l'únic que és parell. El següent és el tres.
Un enter es diu que és parell si és múltiple de 2, és a dir, {\displaystyle x\equiv 0\mod 2} si x és parell. En canvi, un nombre se senar si no és parell.
El dos és factor de 10, de manera que les fraccions amb denominador 2 no tenen una part decimal infinita com ocorre amb la majoria de nombres enters. Tampoc tenen una part decimal infinita les fraccions amb un denominador que és producte d'una potència de 2 i una altra de 5, ambdues amb un exponent natural.
Per a qualsevol nombre x:
x+x = 2·x
x·x = x²
El cos més petit conté dos elements.
Dos és la base del sistema de numeració més senzill en què els nombres naturals poden escriure's de forma concisa, el sistema binari, utilitzat sobretot pels ordinadors.
Si es multiplica un nombre per dos, s'obté el doble d'aquest nombre; mentre que si es divideix per dos, se n'obté la meitat. El quadrat d'un nombre es representa amb el 2 com a exponent. I quan l'exponent té el nombre invers es diu arrel quadrada
Existeixen diversos prefixos que signifiquen dos i participen en la construcció d'una gran quantitat de paraules d'ús quotidià: bi, di i du, com en bisetmanal, dicotomia i dúplex.

## -2
El nombre −2 (menys dos) és un nombre enter negatiu superior a menys tres i inferior de menys u. En la numeració romana és −II. La seva representació binària pot ser -10 o 1111111111110, la representació octal pot ser −2 o 7777776 i l'hexadecimal pot ser −2 o FFFFFE. La seva factorització en nombres primers és 1 × −2 = −2. És l'additiu invers de 2, és a dir, el nombre que, en sumar-li 2, dona 0.
Ocurrències del menys dos:
- Designa l'any 3 aC.

## Ocurrències
- El dos és un bon nombre en la cultura xinesa. Hi ha una dita xinesa que diu que "les coses bones venen en parells". És normal utilitzar dos símbols en els noms de marca, p. ex. doble felicitat, dues moneda, dos elefants, etc.[1]
- En anglès, s'utilitza el símbol 2 per representar la preposició "to" o "too", com per exemple P2P (peer to peer), U2 (you too), etc.
- Designa l'any 2 i el 2 aC.
- És el nombre atòmic de l'heli.[2]
- Com que representa una parella, apareix a nombroses webs relacionades amb l'amor i les cites, així com altres productes publicitaris.[cal citació]
- En el judaisme calen dos testimonis per a validar un casament[3] i els deu manaments venen en dues tauletes.[4]
- Fa referència als bessons i al dualisme, Càstor i Pòl·lux,[5] Ròmul i Rem.[6]
- Representa les dues cares tradicionals de la dona (mare i temptació), per aquest motiu molts animals de l'art romànic que simbolitzen el pecat tenen dues cues o cares.[cal citació]
- En l'antiga Roma eren dos els cònsols i els censors els quals mantenien dret de veto contra l'altre, pel que devien negociar en les qüestions més compromeses.
- És el primer nombre de Lucas.[7]
- És el primer nombre de Thàbit.[8]
- És el primer nombre de la sort d'Euler.[9]